# Phrynoidis aspera
Phrynoidis aspera е вид жаба от семейство Крастави жаби (Bufonidae). Видът не е застрашен от изчезване.

## Разпространение
Разпространен е в Бруней, Индонезия (Калимантан, Сулавеси, Суматра и Ява), Малайзия (Западна Малайзия, Сабах и Саравак), Мианмар и Тайланд.

## Описание
Популацията на вида е намаляваща.